# Kitvos
De kitvos (Vulpes velox) is een klein soort vos uit de prairies van Noord-Amerika.

## Verwantschap
De kitvos is nauw verwant aan de grootoorkitvos (Vulpes macrotis), die voorkomt in de woestijnen van het zuidwesten van Noord-Amerika. Soms worden beide soorten als één soort beschouwd. Beide soorten zijn weer het nauwst verwant met de poolvos (Vulpes lagopus). De kitvossen splitsten zich zo'n vijfhonderdduizend jaar geleden af van de poolvossen.

## Kenmerken
De kitvos is een kleine, slanke vos. Hij wordt 37 tot 53 centimeter lang en 1,5 tot 3 kilogram zwaar. Mannetjes worden iets groter dan vrouwtjes. De staart is 18 tot 35 centimeter lang. De vachtkleur is grijzig geel tot zandkleurig op de rug en vaalgeel tot vuilwit op de buik. 's Winters is de vacht grijzer van kleur en dikker, 's zomers roder en korter. De pluimstaart heeft een zwarte punt, en ook heeft de kitvos zwarte vlekken rond de snuit.

## Leefwijze
Kitvossen zijn nachtdieren. 's Nachts en in de schemering jagen ze solitair op konijnen en knaagdieren als muizen, ratten, grondeekhoorns en de  zwartstaartprairiehond, en op insecten en op de grond broedende vogels en hun eieren. Soms eten ze ook hagedissen, aas en plantaardig materiaal als gras, zaden, cactusvruchten en bessen. Soms leggen ze voedselvoorraden aan. De kitvos kan vrij snel rennen, en over een korte afstand een snelheid van 40 kilometer per uur halen. Op deze manier kunnen ze aan vijanden ontsnappen, maar ook jagen op snellere dieren als ezelhazen.
De kitvos leeft alleen of in paartjes, die voor het leven bij elkaar blijven. Een enkele keer worden ook kleine groepjes aangetroffen, bestaande uit meerdere mannetjes en vrouwtjes. In deze groepjes is één paar dominant, en de andere dieren helpers. Overdag slapen ze in een zelfgegraven burcht, of in een vergroot hol van een zilverdas of een marmot. Deze burcht kan wel een meter diep zijn en gangen van vier meter lang bevatten. De burcht heeft een of twee ingangen.

## Voortplanting
De paartijd duurt van december tot januari. In het noorden van het verspreidingsgebied begint deze later. Na een draagtijd van 50 à 60 dagen worden de drie tot vijf welpen geboren in maart en april. Deze worden geworpen in een nestkamer in de burcht, ongeveer een meter onder de grond. Na 9 tot 18 maanden zijn de jongen zelfstandig.

## Bedreiging en bescherming
De belangrijkste vijanden van de kitvos zijn de coyote, de steenarend en de zilverdas. De coyote en de rode vos zijn de belangrijkste voedselconcurrenten. In de negentiende eeuw werd de soort door de mens bejaagd voor zijn pels, en werd zijn leefgebied veranderd in landbouwgrond. Ook at de kitvos van vergiftigd lokaas, dat voor coyotes andere roofdieren bedoeld was. Hierdoor stierf de soort uit in een groot gedeelte van zijn verspreidingsgebied, waaronder in Canada in 1938. Vanaf 1983 zijn enkele dieren in Alberta en Montana uitgezet, met succes. Enkel in North Dakota komt de soort niet meer voor. Populaties zijn stabiel in Texas, New Mexico, Oklahoma, Colorado en Kansas.

## Verspreiding
De kitvos leeft op de prairies en halfwoestijnen in het centrale gedeelte van de Verenigde Staten en Canada, de Great Plains. Het historische verspreidingsgebied van de kitvos strekte zich uit van Texas en New Mexico noordwaarts tot North Dakota, Montana, Zuid-Alberta, Saskatchewan en Manitoba. De kitvos heeft een voorkeur voor prairies met kort gras, en mijdt over het algemeen dichterbegroeid terrein.